# General Airborne Transport XCG-16
El General Airborne Transport XCG-16 fue un planeador de transporte/asalto ordenado por las Fuerzas Aéreas del Ejército de los Estados Unidos a la General Airborne Transport Co., para que compitiera contra el Waco CG-13A en Wright Field.

## Diseño y desarrollo
El diseño del CG-16 evolucionó desde las teorías de fuselajes sustentadores de Vincent Burnelli presentadas en la Patente Nº 1 758 498, emitida el 13 de mayo de 1930, que abogaba en el uso de "fuselajes de sustentación" que proporcionaban una alta proporción de la sustentación total. Para participar en una competición en Wright Field por un nuevo planeador de asalto para las USAAF, Hawley Bowlus y Albert Criz diseñaron un planeador de asalto de fuselaje sustentador de tipo Burnelli, conocido como Bowlus-Criz MC-1.
Para probar el concepto y las cualidades aerodinámicas, Bowlus diseñó un prototipo a escala ½ que voló exitosamente. Las pruebas de vuelo del MC-1 a escala ½ mantuvieron la confianza en el planeador de tamaño real.
Se le concedió un contrato por tres planeadores MC-1 (dos volables y uno para pruebas estáticas) a la compañía aeronáutica Airborne and General, que había sido formada por Bowlus y Criz. Esta compañía pronto se transformó en la compañía General Airborne Transport, que construyó los planeadores a tamaño real MC-1 con la designación militar XCG-16.
Los vuelos de pruebas del MC-1 de tamaño real (registrado con la compañía de Albert Criz el 19 de julio de 1943 como NX21757) comenzaron en March Field, California, el 11 de septiembre del mismo año, pero la tragedia aconteció en un vuelo de demostración en el que estaban a bordo Richard Chichester du Pont, asistente especial del General Arnold; el Coronel Ernest Gabel, otro especialista en planeadores del personal del Jefe de Estado Mayor de las Fuerzas Aéreas, y C. C. Chandler, tres veces campeón de vuelo sin motor. Un lastre inadecuadamente asegurado se soltó cuando el planeador atravesó la estela del remolcador Lockheed C-60, provocando un catastrófico deslizamiento hacia atrás del centro de gravedad. El incontrolable MC-1 se soltó del remolcador y entró en una barrena plana de la que no se pudo recuperar. Tres de los tripulantes y pasajeros se lanzaron, pero solo dos sobrevivieron al salto en paracaídas.
A pesar de todos los problemas y el accidente del MC-1, se aprobó un contrato el 13 de noviembre de 1943 por dos ejemplares de pruebas de vuelo y uno de pruebas estáticas del planeador MC-1, designados por las USAAF como XCG-16. Solo fue fabricado y probado un XCG-16 (44-76193), mostrando buenas cualidades de vuelo, pero problemas importantes con el equipo militar y los procedimientos impidieron que se firmase un contrato de producción, ya que no cumplía les expectativas militares como planeador de combate. El contrato por los trabajos restantes en el CG-16 fue cancelado el 30 de noviembre de 1944.

## Variantes

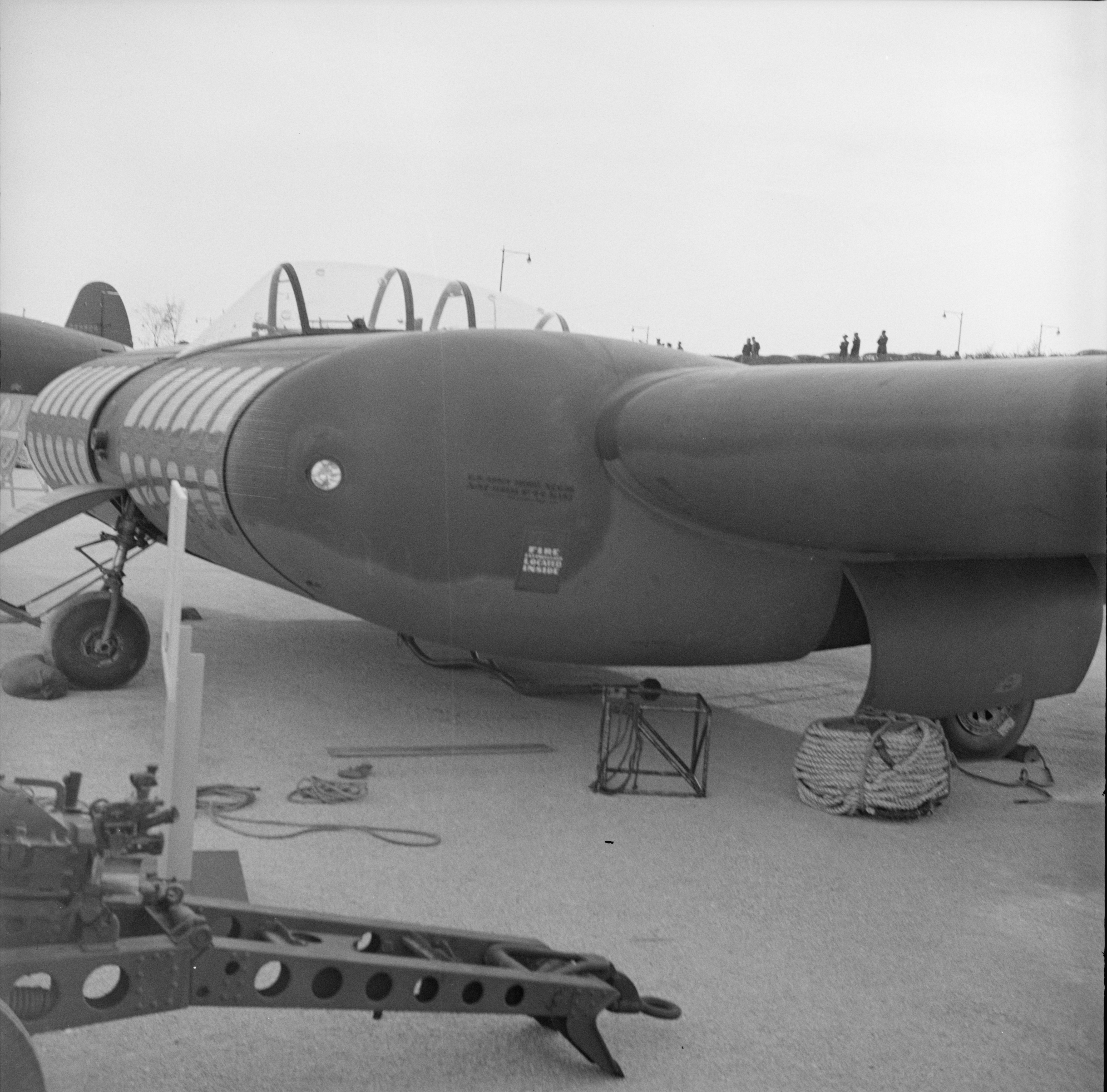
XCG-16 en octubre de 1944.

Bowlus-Criz MC-1 (a escala 1/2)
Modelo con capacidad de vuelo a escala ½ del MC-1/XCG-16. Las exitosas pruebas de vuelo probaron las cualidades aerodinámicas del MC-1. Tras la finalización de los vuelos del MC-1 a escala ½ relacionados con el CG-16, aquel fue convertido en un ala volante por Don Mitchell, uno de los amigos de Hawley Bowlus y colega en Bowlus Sailplanes.
Airborne and General MC-1
Prototipo civil a escala real del CG-16, destruido en su segundo vuelo, durante una demostración.
General Airborne Transport XCG-16
Se ordenaron tres prototipos del militarizado XCG-16, pero solo uno fue completado como 44-76193. Las pruebas revelaron importantes deficiencias en la capacidad del CG-16 de cumplir la misión prevista, a pesar de las buenas cualidades de vuelo.

## Operadores
Estados Unidos
- Fuerzas Aéreas del Ejército de los Estados Unidos

## Especificaciones
Referencia datos: indianamilitary.org

### Características generales
- Tripulación: Dos (piloto, copiloto)
- Capacidad: 42 soldados o
- Carga: 4570 kg
- Longitud: 14,7 m (48,3 ft)
- Envergadura: 28 m (91,8 ft)
- Altura: 5,6 m (18,3 ft)
- Superficie alar: 105,9 m² (1139,9 ft²)
- Peso vacío: 4310 kg (9499,2 lb)
- Peso cargado: 8880 kg (19 571,5 lb)

### Rendimiento
- Velocidad nunca excedida (Vne): 354 km/h (220 MPH; 191 kt)

## Aeronaves relacionadas

### Secuencias de designación
- Secuencia CG-_ (Planeadores de Carga del USAAC/USAAF, 1941-1948): ← CG-13 - CG-14 - CG-15 - CG-16 - CG-17 - CG-18 - CG-19 →